# Udora
Udora, originalmente conhecida por Diesel, foi uma banda de rock brasileira surgida em Belo Horizonte, capital de Minas Gerais. O grupo ganhou notoriedade por ter se apresentado no Rock in Rio, em 2001, além de ter feito carreira nos Estados Unidos. A banda ainda teve sucesso comercial com o trabalho "Goodbye, Alô", lançado no Brasil o qual teve o single "Quero te ver bem" incluso na trilha sonora da novela Malhação.

## História
A banda foi formada em 1997, inicialmente chamada de Diesel. O grupo inicialmente era formado por Gustavo Drummond (vocal e guitarra), Jean Dolabella (bateria), Leo Marques (guitarra) e Thiago Correa (baixo).
Na época, a Diesel era conhecida no circuito alternativo do rock, principalmente em São Paulo, Rio de Janeiro, Curitiba e Florianópolis. A banda acabou alçada à fama ao vencer o concurso "Escalada do Rock", para se apresentar no Rock in Rio 3, em 2001. O grupo se apresentou diante de 250 mil pessoas, no mesmo dia em que estava programada as apresentações de  Red Hot Chili Peppers e Silverchair. A apresentação foi marcada por ter sido encerrada após apenas quatro músicas por questões de segurança, porque um incidente nos portões causado por pessoas querendo entrar na Cidade do Rock fez a organização temer pisoteamentos.
Após a passagem pelo Rock in Rio, a banda passou a buscar a fazer apresentações no exterior, tal qual o Sepultura. Em setembro de 2001, a banda embarcou para Los Angeles, onde conseguiu um contrato com a gravadora J Records, do produtor Clive Davis.
No exterior, a banda acabou tendo que mudar de nome por causa da pressão da grife italiana Diesel.. Assim, o grupo passou a se chamar Udora em 2002. O grupo gravou com o produtor Matt Wallace, mas o álbum acabou sendo arquivado pela J Records por não apresentar viabilidade comercial.
Em 2003, o grupo seguia em estúdio para gravação de seu álbum de estreia pela J Records. Em 2004, o produtor Thom Russo trabalhou com a banda para o lançamento do álbum Liberty Square, que demorou um ano para ficar pronto. O trabalho foi lançado em 2005 e ganhou certa notoriedade nos Estados Unidos, com destaque para a faixa "The beautiful game", usada como tema no canal ESPN. Em 2006 deixaram a banda Thiago Correa e Jean Dolabella, sendo substituídos por Daniel Debarry e PH.
O Udora voltou para o Brasil em 2006, e passou a gravar em português. Assim, em 2007, nasceu o álbum Goodbye Alô. O trabalho ficou conhecido por duas músicas na novela Malhação, "Quero te ver bem" e  "Pelo Menos Hoje".. A banda assinou com a Som Livre, que relançou o álbum.
Após o sucesso comercial de "Goodbye, Alô", Gustavo Drummond decidiu encerrar a banda para estudar Direito pela Faculdade Milton Campos, se formando em 2013. Em 2017, ele retornou ao cenário musical, dessa vez à frente do Oceania.

## Integrantes

### Última formação
- Gustavo Drummond (vocal e guitarra)
- Marcelo Mercedo (guitarra)
- Daniel Debarry (baixo)
- PH (bateria)

### Ex-integrantes
- Jean Dolabella (bateria)
- Thiago Correa     (baixo)
- Ian Dolabella (baixo)
- Leonardo Marques (Guitarra)

## Discografia
- 2000 - Diesel (ainda sob o nome Diesel)
- 2005 - Liberty Square
- 2007 - Goodbye, Alô
- 2008 - Goodbye, Alô Som Livre
- 2011 - Belle Epoque